# Штинде, Юлиус
Юлиус Эрнст Вильгельм Шти́нде (нем. Julius Ernst Wilhelm Stinde; 28 августа 1841, Кирхнюхель — 5 августа 1905, Ольсберг) — немецкий журналист и писатель, химик по образованию.

## Биография
Юлиус Штинде — второй ребёнок в семье священника Конрада Георга Штинде и Хольди Анны Константины, урождённой Гардтхаузен. Учился в гимназии в Ойтине и в 1858 году поступил учиться на аптекаря, но в 1860 году был вынужден бросить учёбу по состоянию здоровья. Позднее изучал химию в Кильском и Гиссенском университетах. Защитил докторскую диссертацию в Йенском университете.
С 1864 года Штинде работал химиком и начальником производства в гамбургской компании Grabe & Co. Начиная с 1865 года сотрудничал с несколькими гамбургскими изданиями, для которых писал статьи. Преподавал в старших классах школы для мальчиков и читал лекции по приглашению гамбургского профсоюза рабочих.
Первая отдельная публикация Штинде состоялась в 1865 году и была посвящена микроскопическим исследованиям трихин свиней и человека. С 1866 года журналистика стала основной профессией Штинде. В 1866 году под псевдонимом «Вильгельмина Бухгольц» была издана книга Штинде о стирке «Вода и мыло». На нижненемецком диалекте Штинде сочинял шванки и серьёзные пьесы, которые с большим успехом ставились на сцене гамбургского театра Карла Шульце. Благодаря постановкам произведений Штинде прославились многие театральные актёры, выступавшие на нижненемецком языке.
В 1876 году Штинде переехал в Берлин, где успешно сотрудничал с Объединением берлинской прессы и Союзом берлинских деятелей искусства. У него появилось много друзей, в том числе издатель Карл Фройнд, который в последующие годы издал двадцать книг Юлиуса Штинде. Большим успехом пользовались реалистично сатирические истории Штинде о берлинской мелкобуржуазной семье Бухгольцев.
Юлиус Штинде умер от инфаркта, находясь на отдыхе в Ольсберге, и был похоронен в родном Лензане.

## Сочинения
- Wasser und Seife oder allgemeines Wäschebuch. (1866)
- Blicke durch das Mikroskop. (1868)
- In eiserner Faust. Ein Polizeiroman aus der neuesten Zeit. (1872). Neuausgabe, Bargfeld 2011, ISBN 978-3-928779-30-2
- Alltagsmärchen. Novelletten. 2 Bände, (1873)
- Naturwissenschaftliche Plaudereien (1873)
- Die Opfer der Wissenschaft oder Die Folgen der angewandten Naturphilosophie (1878)
- Aus der Werkstatt der Natur! Streifzüge durch Feld und Flur, Haushalt und Leben. 3 Bände (1880)
- Das Dekamerone der Verkannten (1881)
- Waldnovellen (1881)
- Buchholzens in Italien (1883)
- Die Familie Buchholz (1884)
- Berliner Kunstkritik mit Randglossen von Quidam (1884)
- Der Familie Buchholz zweiter Theil (1885)
- Der Familie Buchholz dritter Theil. Frau Wilhelmine (1886)
- Die Perlenschnur (1887)
- Frau Buchholz im Orient (1888)
- Pienchens Brautfahrt (1891)
- Humoresken (1892)
- Der Liedermacher (1893)
- Das Torfmoor (1893)
- Ut’n Knick. Plattdeutsches (1894)
- Wilhelmine Buchholz' Memoiren (1895)
- Hotel Buchholz (1897)
- Martinhagen (1900)
- Emma, das geheimnisvolle Hausmädchen oder der Sieg der Tugend über die Schönheit (1904)
- Heinz Treulieb und allerlei Anderes. (1906)